# Москаленко, Василий Васильевич
Васи́лий Васи́льевич Москале́нко (укр. Василь Васильович Москаленко; 18 июня 1938, Одесса — 1 марта 2010, Одесса) — советский футболист, нападающий. Мастер спорта СССР. Лучший футболист Одессы XX века и лучший бомбардир в истории одесского футбола. Единственный футболист, забивший за одесские команды мастеров более 100 мячей в официальных соревнованиях.

## Биография
Начинал играть в футбол в детской команде одесской суконной фабрики, после чего выступал в чемпионате Одессы за команду завода имени Дзержинского, откуда его пригласили в дублирующий состав киевского «Динамо», за который сыграл всего четыре матча, вернулся в Одессу и дебютировал в «Пищевике».
В 1958 году был призван в армию и до 1962 года играл за одесский СКА, в составе которого становился победителем первенства СССР класса «Б» первой зоны (1958) и второй украинской зоны (1961, 1962).
Вернувшись в «Черноморец», восемь лет был настоящим лидером «моряков», три года носил капитанскую повязку, отыграл за команду более 250 матчей чемпионата и Кубка СССР и забил 69 мячей, что является четвёртым результатом в истории клуба (больше Москаленко забили только Анатолий Шепель — 81, Константин Фурс — 82 и Тимерлан Гусейнов — 87). Преодолев отметку в 50 забитых мячей, стал членом «Клуба 50 Леонида Орехова», в который включаются игроки, забившие за «Черноморец» во всех официальных соревнованиях 50 и более мячей.
В общей сложности в одесских командах мастеров Москаленко сыграл 430 матчей и забил 155 голов, что является лучшим показателем за всю историю одесского футбола.
Форварда отличала высокая техническая оснащенность. В его арсенале был такой уникальный приём, как удар в падении через себя. Мяч, забитый таким способом в ворота московского «Спартака» 26 октября 1969 года, был признан лучшим голом года, забитым на московских стадионах.
Завершив выступления за «Черноморец», некоторое время играл в николаевском «Судостроителе» и ильичёвском «Портовике», работал тренером в командах КФК и регулярно выходил на поле в матчах ветеранов футбола. Под руководством Москаленко «Портовик» становился чемпионом и обладателем Кубка Одесской области, а одесская команда ЗРСС завоевывала медали первенства города.
1 сентября 2012 г. на аллее футбольной славы ФК «Черноморец» (Одесса) были увековечены первые двенадцать памятных звёзд, одна из которых посвящена Василию Москаленко.

### Лучший футболист Одессы XX века
В сентябре 2001 года на страницах газеты «Одесса-Спорт» были опубликованы итоги авторского проекта одесского спортивного журналиста Юрия Усатюка, главной целью которого было определение лучшего футболиста Одессы XX века по опросу авторитетных футбольных специалистов. Василий Москаленко выиграл опрос с колоссальным отрывом, опередив занявшего второе место обладателя «Золотого мяча» 1986 года Игоря Беланова на 53 балла.

## Статистика выступлений
| Клуб                  | Сезон            | Чемпионат | Чемпионат | Кубок | Кубок | Всего | Всего |
| Клуб                  | Сезон            | Игры      | Голы      | Игры  | Голы  | Игры  | Голы  |
| --------------------- | ---------------- | --------- | --------- | ----- | ----- | ----- | ----- |
| «Динамо» Киев (дубль) | 1955             | 4         | 0         | -     | -     | 4     | 0     |
| «Пищевик» Одесса      | 1956             | 19        | 2         | -     | -     | 19    | 2     |
| «Пищевик» Одесса      | 1957             | 34        | 15        | 1     | 0     | 35    | 15    |
| СКВО/СКА Одесса       | 1958             | 33        | 7         | 1     | 1     | 34    | 8     |
| СКВО/СКА Одесса       | 1959             | 28        | 7         | 0*    | 0*    | 28    | 7     |
| СКВО/СКА Одесса       | 1960             | 36        | 20        | 2     | 0     | 38    | 20    |
| СКВО/СКА Одесса       | 1961             | 36        | 26        | 1     | 0     | 37    | 26    |
| СКВО/СКА Одесса       | 1962             | 32        | 22        | 4     | 3     | 36    | 25    |
| «Черноморец» Одесса   | 1963             | 3         | 0         | 0     | 0     | 3     | 0     |
| «Черноморец» Одесса   | 1964             | 35        | 20        | 3     | 0     | 38    | 20    |
| «Черноморец» Одесса   | 1965             | 25        | 4         | 0     | 0     | 25    | 4     |
| «Черноморец» Одесса   | 1966             | 35        | 10        | 4     | 0     | 39    | 10    |
| «Черноморец» Одесса   | 1967             | 17        | 1         | 3     | 1     | 20    | 2     |
| «Черноморец» Одесса   | 1968             | 31        | 7         | 0     | 0     | 31    | 7     |
| «Черноморец» Одесса   | 1969             | 30        | 4         | 1     | 1     | 31    | 5     |
| «Черноморец» Одесса   | 1970             | 10        | 1         | 3     | 3     | 13    | 4     |
| Всего за карьеру      | Всего за карьеру | 408       | 146       | 24    | 9     | 431   | 155   |

- Символом «*» отмечены неполные данные по розыгрышу Кубка СССР-1959/60. Нет протокольных данных по трём стартовым матчам СКА, состоявшимся в июле 1959 года. Статистика кубковых матчей, которые прошли в 1960 году, добавлена к сезону-1960 в полном объёме.

## Достижения
- В списках лучших футболистов УССР[укр.] (3): 1964 — № 2, 1966 — № 3, 1968 — № 2
- Обладатель приза «За самый красивый гол, забитый на московских стадионах»: 1969
- Мастер спорта СССР